# Antarktida
Antarktida (název pochází z řečtiny a znamená „naproti Arktidě“, tedy v přeneseném významu „naproti severu“) je nejjižnější a nejméně obydlený kontinent na Zemi. Nachází se téměř celý jižně od Jižního polárního kruhu a je obklopen Jižním oceánem (známým také jako Antarktický oceán) a nachází se na něm geografický jižní pól. Antarktida je pátým největším kontinentem, je asi o 40 % větší než Evropa a má rozlohu 14 200 000 km². Většinu Antarktidy pokrývá antarktický ledový příkrov o průměrné tloušťce 1,9 km.
Antarktida je v průměru nejchladnější, nejsušší a největrnější ze všech kontinentů a má nejvyšší průměrnou nadmořskou výšku. Jedná se převážně o polární poušť s ročním úhrnem srážek přes 200 mm podél pobřeží a mnohem méně ve vnitrozemí. V Antarktidě je zamrzlých asi 70 % světových zásob sladké vody, která by v případě tání zvedla hladinu světového oceánu o téměř 60 m. V Antarktidě se nachází i několik vodních ploch. Antarktida drží rekord v nejnižší naměřené teplotě na Zemi, a to -89,2 °C. V pobřežních oblastech mohou teploty v létě přesáhnout 10 °C. Mezi původní druhy živočichů patří roztoči, hlístice, tučňáci, tuleni a želvušky. Tam, kde se vyskytuje vegetace, má většinou podobu lišejníků nebo mechů.
Ledové šelfy Antarktidy byly pravděpodobně poprvé spatřeny v roce 1820 během ruské expedice vedené Fabianem Gottliebem von Bellingshausenem a Michailem Lazarevem. V následujících desetiletích probíhaly další průzkumy francouzských, amerických a britských expedic. První potvrzené přistání provedl norský tým v roce 1895. Na počátku 20. století se uskutečnilo několik výprav do nitra kontinentu. Jako první dosáhli magnetického jižního pólu britští badatelé v roce 1909 a geografického jižního pólu poprvé dosáhli norští badatelé v roce 1911.
Antarktidu spravuje přibližně 30 zemí, z nichž všechny jsou stranami systému antarktických smluv z roku 1959. Podle podmínek smlouvy je v Antarktidě zakázána vojenská činnost, těžba, jaderné výbuchy a ukládání jaderného odpadu a také těžba nerostných surovin (minimálně do roku 2048). K roku 2012 vzneslo územní nároky na Antarktidu 7 různých států, jejichž požadavky jsou díky Smlouvě o Antarktidě pozastaveny. Hlavní lidskou činností v Antarktidě a jejím okolí je cestovní ruch, rybolov a výzkum. V letních měsících pobývá na výzkumných stanicích asi 5 000 lidí, v zimě jejich počet klesá na přibližně 1 000. Navzdory odlehlosti má lidská činnost na kontinent značný vliv v podobě znečištění, úbytku ozonové vrstvy a změny klimatu.

## Etymologie
Název kontinentu pochází ze slova antarctic, které pochází ze středofrancouzského antartique nebo antarctique („naproti Arktidě“) a následně z latinského antarcticus („naproti severu“). Antarcticus je odvozeno z řeckého ἀντι- ('anti-') a ἀρκτικός ('medvědí', 'severní'). Řecký filozof Aristotelés psal v Meteorologii o „antarktické oblasti“ asi 350 let př. n. l. Řecký geograf Marinus z Tyru údajně použil tento název ve své mapě světa z 2. století n. l., která je dnes ztracená. Římští autoři Gaius Julius Hyginus a Apuleius používali pro jižní pól romanizovaný řecký název polus antarcticus, z něhož pochází starofrancouzské pole antartike (moderní pôle antarctique) doložené v roce 1270 a odtud středoanglické pol antartik, které se poprvé objevuje v pojednání anglického autora Geoffreyho Chaucera.
Víra Evropanů v existenci Terra Australis – rozsáhlého kontinentu na dalekém jihu zeměkoule, který měl vyvažovat severní země Evropy, Asie a severní Afriky - existovala jako intelektuální koncept již od klasického starověku. Víra v takovou zemi trvala až do objevení Austrálie Evropany.
Na počátku 19. století objevitel Matthew Flinders zpochybnil existenci samostatného kontinentu na jih od Austrálie (tehdy nazývané Nové Holandsko), a proto se zasazoval o to, aby se pro Austrálii místo toho používalo označení „Terra Australis“, v roce 1824 koloniální úřady v Sydney oficiálně přejmenovaly kontinent Nové Holandsko na Austrálii a termín „Terra Australis“ zůstal jako označení Antarktidy nedostupný. V následujících desetiletích geografové používali výrazy jako „antarktický kontinent“. Hledali poetičtější náhradu a navrhovali názvy jako Ultima a Antipodea. Název Antarktida byl přijat v 90. letech 19. století, přičemž první použití názvu se připisuje skotskému kartografovi Johnu Georgi Bartholomewovi.

## Poloha

Zeměpisná mapa Antarktidy.

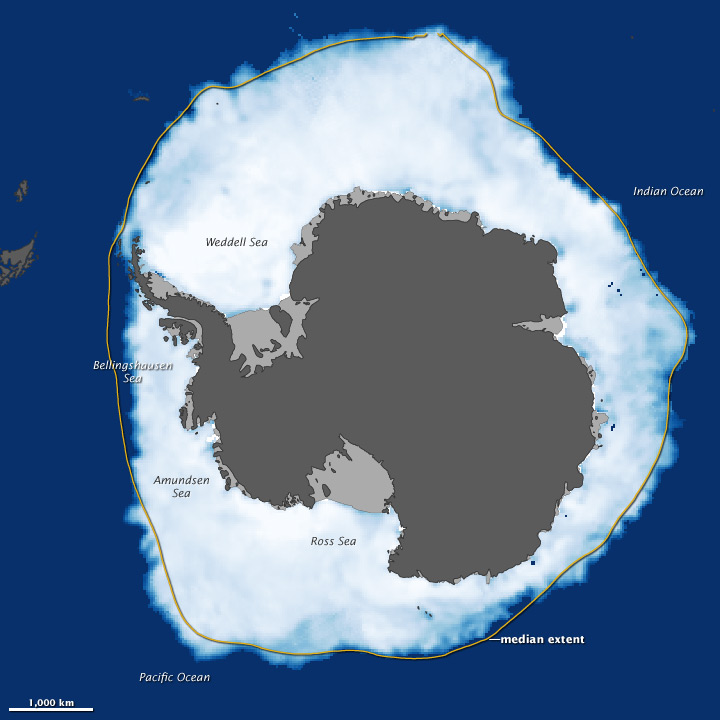
Mapa Antarktidy znázorňující i mořský led.

Antarktida leží na jižním pólu. Nemá tedy nejzápadnější ani nejvýchodnější bod, protože na pólu se sbíhají všechny poledníky. Z ostatních kontinentů se nejvíce přibližuje Jižní Americe, kterou od Antarktického poloostrova odděluje asi 1000 km široký Drakeův průliv. K Antarktidě lze přiřadit některé vesměs neobydlené ostrovy v Jižním, Atlantském, Indickém a Tichém oceánu.
Nejzazší body na pevnině:
- Nejsevernější bod: Brown Bluff na Antarktickém poloostrově (63°13' j.š.)
- Nejjižnější bod: Jižní pól (90° j.š.)

Nejzazší body včetně ostrovů:
- Nejsevernější bod: Crozetovy ostrovy pod správou Francie (45°57' j.š.)
- Nejjižnější bod: Jižní pól (90° j.š.)

## Historie

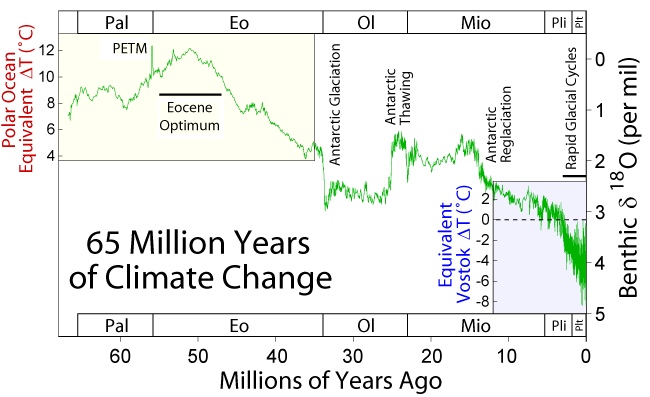
Většinu oligocénu byla Antarktida zaledněná, ale do poloviny miocénu zase roztála.

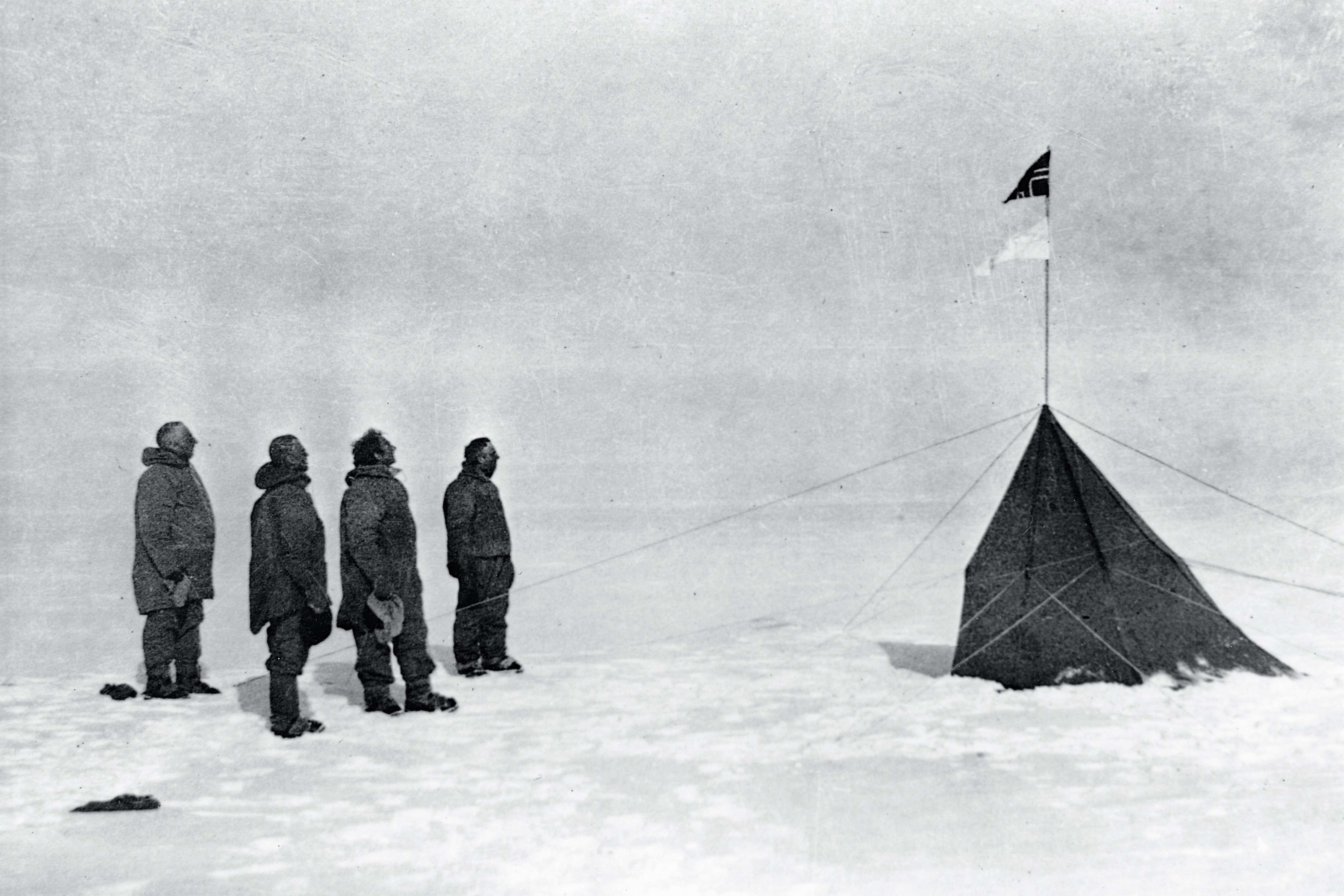
Roald Amundsen a jeho muži se dívají na jižní pól, 1911

Před desítkami miliónů let v Antarktidě nebyla ledová pokrývka, ale lesy. Byly zde časté požáry. V období křídy (před 145 až 66 miliony let) bylo v oblasti Antarktidy výrazně tepleji než dnes a podmínky v okolí Jižního pólu byly prakticky tropické. Led se objevil přibližně před 46 milióny let.[chybí lepší zdroj] S počátkem oligocénu před 34 milióny došlo k masivnějšímu zalednění. Tou dobou došlo k oddělení Antarktidy od Ameriky. A led je zde nepřetržitě 14 miliónů let, tedy déle než se předpokládalo.
Vůbec první překročení jižního polárního kruhu lidmi je přičítáno domorodým Polynésanům, dle ústní tradice dopluli maorští objevitelé Hui Te-Rangiora a Aru-Tanga-Nuku již v 7. století až na úroveň ledových ker v okolí kontinentu. To se znovu povedlo až anglickému mořeplavci Jamesi Cookovi roku 1773. Po něm následovaly britské, ruské a francouzské expedice a také lovci tuleňů z mnoha států. Jako první spatřil antarktickou pevninu ruský mořeplavec německého původu Fadděj Faddějevič Bellingshausen dne 27. ledna roku 1820, na její půdu však nevstoupil. To učinil až 27. ledna 1895 norský polárník a přírodovědec Carsten Borchgrevink se svými druhy.
Na počátku 20. století bylo vnitrozemí Antarktidy jedním z posledních dosud neprozkoumaných míst na světě. Robert Falcon Scott sem vedl výpravu v letech 1900 až 1904 a roku 1909 se Ernest Shackleton dostal se svou expedicí do vzdálenosti 150 km od jižního pólu. V roce 1911 nakonec dosáhla pólu výprava Roalda Amundsena. O měsíc později sem dorazila další expedice, vedená Scottem, všichni její členové však na zpáteční cestě zahynuli. Pozdější výpravy už používaly ledoborce, letadla a pásová vozidla.
Antarktida nepatří žádnému státu. Má však bohaté zásoby nerostů a ryb, takže si na ni různé země dělaly nárok. Dvanáct států podepsalo v roce 1959 smlouvu na podporu vědeckého výzkumu a míru na Antarktidě. Tuto smlouvu dosud podepsalo osmatřicet zemí. Jako součást úsilí, jež si klade za cíl uchovat tuto divočinu neporušenou činností člověka, zde byla roku 1991 na dobu 50 let zakázána těžba.

## Symboly Antarktidy
Pro Antarktidu navrhli vexilologové několik vlajek. V současnosti je mj. užívána například vlajka Antarktického smluvního systému, která ale není vlajkou celého kontinentu.

Vlajka Antarktického smluvního systému Poměr stran: 2:3

Zároveň jsou některými státy, jež si nárokují jednotlivá antarktická teritoria, nebo nižšími státními celky, jejímiž součástí jsou nárokovaná antarktická území, užívány vlastní teritoriální vlajky. Územní nároky na Antarktidu jsou však, dle komplexu smluv Antarktického smluvního systému, pozastaveny.

Vlajka Francouzských jižních a antarktických území Poměr stran: 2:3
Vlajka Britského antarktického území Poměr stran: 1:2
Vlajka Magallanes a Chilské Antarktidy Poměr stran: 2:3
Vlajka Ohňové země Poměr stran: 2:3

## Geografie

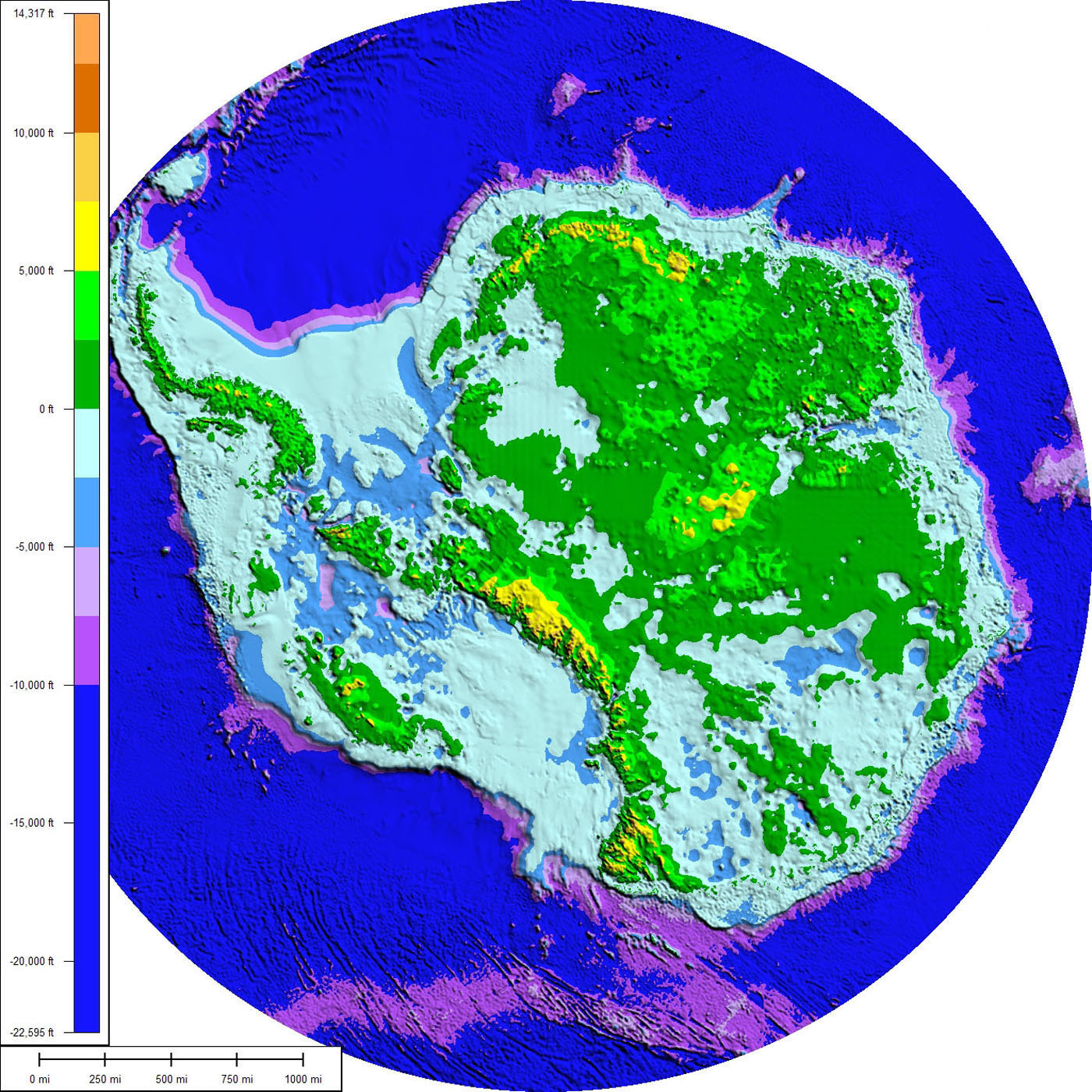
Mapa skalního podkladu Antarktidy

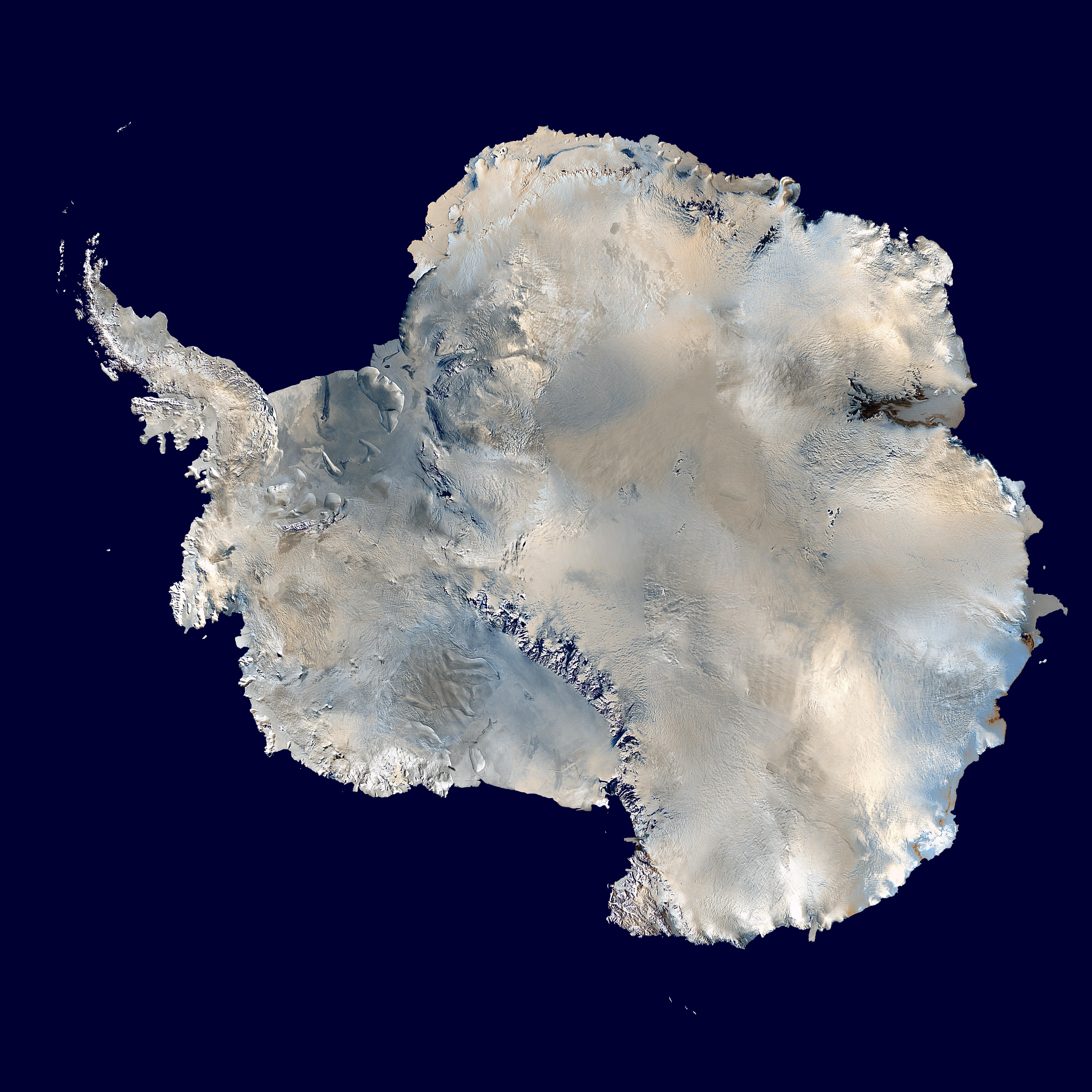
Satelitní obrázek Antarktidy

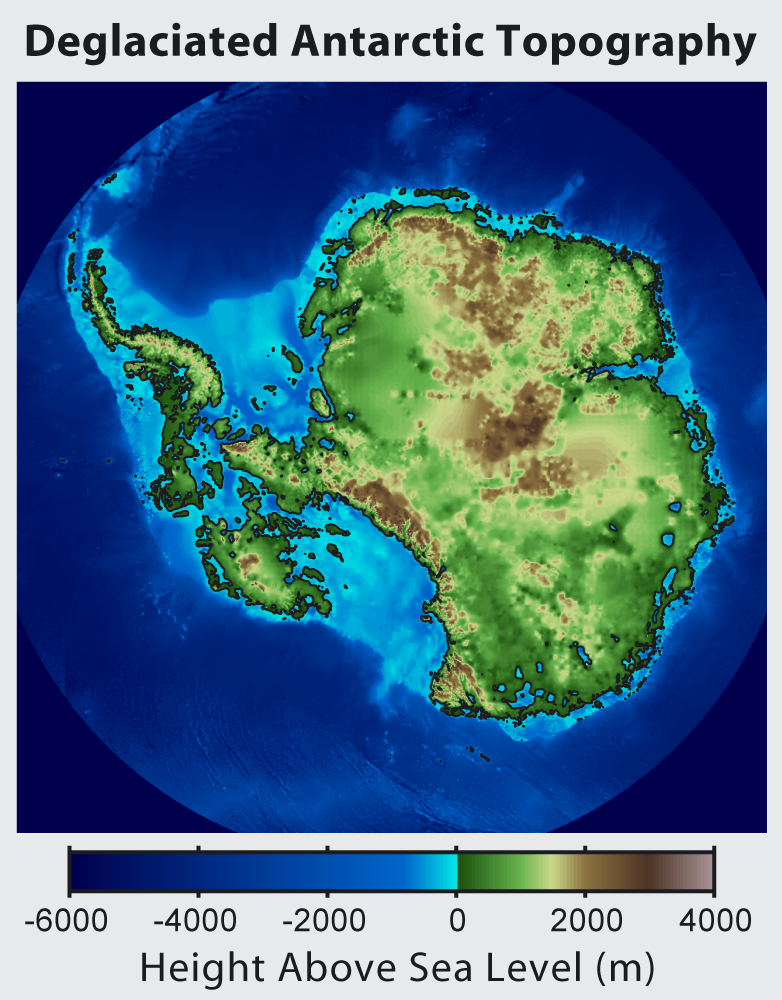
Toto je topografická mapa Antarktidy po rozpuštění ledového příkrovu (při započítání jak postglaciálního vzestupu, tak vzestupu hladiny oceánů). Takto mohla Antarktida vypadat asi před 35 milióny let, kdy bylo na planetě ještě dostatečně teplé klima.

Antarktida má rozlohu 13 829 430 km², a to včetně šelfových ledovců a ostrovů. Rozloha bez nich činí 12 272 800 km². Nejvyšší horou je Vinson Massif v Ellsworthově pohoří s nadmořskou výškou 4892 m. Průměrná nadmořská výška kontinentu činí 1958 m včetně šelfových ledovců a 2194 m bez nich. Antarktida je pátým největším světadílem na Zemi a je ze všech nejchladnější (viz Podnebí).
Objem ledu na Antarktidě je 27 mil. km³. Jediná území bez ledu, která lze v Antarktidě spatřit, tvoří horské vrcholy, nunataky a oázy, jako např. Suchá údolí McMurdo. Ledový příkrov podél jižního pobřeží během léta taje a odlamují se z něj velké kusy, ledové kry. Tyto kry mohou být až 60 metrů vysoké a mnoho kilometrů dlouhé. Pro lodě, které je míjejí, představují nesmírné nebezpečí.
Maximální mocnost antarktického ledovce je 4776 m, přičemž průměrná mocnost činí 1829 m.
Napříč tímto ledovým kontinentem se táhne Transantarktické pohoří a dělí jej na západní a východní část. Dělení Antarktidy na východní a západní zavedl v roce 1902 E. S. Balch.
Východní Antarktida je převážně na východní polokouli. Zahrnuje Zemi královny Maud, Enderbyho zemi, zemi Mac Robertsona, Americkou vysočinu, Wilkesovu zemi a Viktoriinu zemi. Skalní podklad východní Antarktidy leží převážně nad hladinou moře, jedná se tedy o souvislý kontinent. Téměř celá je překryta Východoantarktickým ledovým příkrovem (EAIS) o průměrné mocnosti více než 2200 m. Na východě se rozkládá vysoká náhorní plošina, již pokrývá led, zatímco západní část tvoří shluk hornatých ostrovů, spojených ledem. Je tu několik sopek, včetně nejaktivnější sopky celého kontinentu Mount Erebus.
Na území Antarktidy se také nacházejí dvě jezera, která patří k nejslanějším na světě - Don Juan (slanost vody 40,2 %) a Vanda (35 %).

## Podnebí

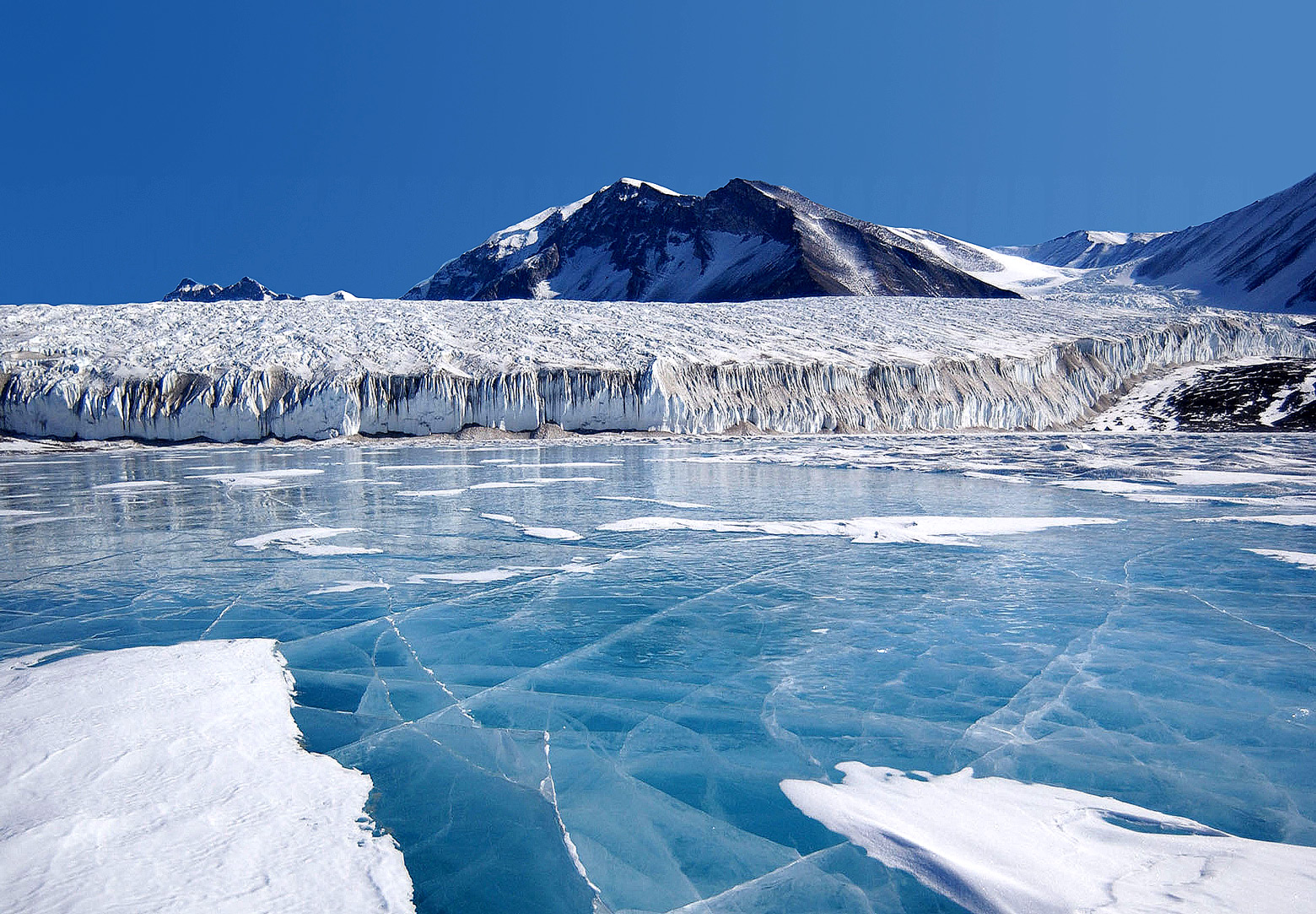
Modrý led pokrývá jezero Fryxell

Antarktida je nejchladnějším, největrnějším a nejsušším kontinentem na Zemi. Nejnižší přirozená teplota vzduchu, která kdy byla na Zemi zaznamenána, byla -89,2 °C na ruské stanici Vostok na centrální plošině Východní Antarktidy 21. července 1983. Ještě nižší teplota vzduchu -93,2 °C byla zaznamenána v roce 2010 pomocí družice – mohla však být ovlivněna přízemní teplotou a nebyla zaznamenána ve výšce 2 m nad povrchem, jak je požadováno pro oficiální záznamy teploty vzduchu. Naopak nejvyšší historicky naměřená teplota v Antarktidě o hodnotě +20,75 °C byla zaznamenána na Seymourově ostrově dne 9. února roku 2020. Druhá nejvyšší teplota byla naměřena na argentinské stanici Esperanza dne 6. 2. 2020, a to +18,3 °C. Průměrné teploty mohou dosahovat minimálně -80 °C (-112 °F) ve vnitrozemí kontinentu v zimě a maximálně přes 10 °C (50 °F) v blízkosti pobřeží v létě.
Antarktida je polární pouští s malým množstvím srážek; na kontinent dopadá v průměru ekvivalent asi 150 mm vody ročně, většinou ve formě sněhu. Vnitrozemí je sušší a ročně tam spadne méně než 50 mm, zatímco v pobřežních oblastech obvykle více než 200 mm. V několika oblastech s modrým ledem vítr a sublimace odstraňují více sněhu, než kolik se ho nashromáždí srážkami. V suchých údolích dochází ke stejnému efektu nad skalním podkladem, což vede ke vzniku pusté a vysušené krajiny. Antarktida je chladnější než arktická oblast, protože velká část Antarktidy leží v nadmořské výšce přes 3 000 m, kde je teplota vzduchu nižší. Relativní teplo Severního ledového oceánu se přenáší přes arktický mořský led a zmírňuje teploty v arktické oblasti.

### Regionální rozdíly
Východní Antarktida je chladnější než její západní protějšek, protože se nachází ve větší nadmořské výšce. Povětrnostní fronty jen zřídka pronikají daleko do nitra kontinentu, takže v jeho středu panuje chlad a sucho s mírnou rychlostí větru. V pobřežní části Antarktidy jsou běžné vydatné sněhové srážky, kdy bylo zaznamenáno až 1,22 m sněhu za 48 hodin. Na okraji kontinentu často vanou silné katabatické větry z polárních plošin o síle bouře. V létě dopadá na povrch jižního pólu více slunečního záření než na rovníku, protože zde každý den svítí 24 hodin.

### Změna klimatu
Ve druhé polovině 20. století se nejrychleji oteploval Antarktický poloostrov, těsně následovaný Západní Antarktidou, ale na počátku 21. století teploty rostly pomaleji. Naopak jižní pól, který se nachází ve východní Antarktidě, se po většinu 20. století téměř neoteploval, ale mezi lety 1990 a 2020 teploty vzrostly třikrát více než celosvětový průměr. V únoru 2020 byla na tomto kontinentu zaznamenána nejvyšší teplota 18,3 °C, což bylo o 0,8 °C více než předchozí rekord dosažený v březnu 2015.
Existují důkazy, že oteplování povrchu Antarktidy je způsobeno lidskými emisemi skleníkových plynů, ale je obtížné ho určit kvůli vnitřní proměnlivosti. Hlavní složkou klimatické proměnlivosti Antarktidy je Jižní anulární mód (nízkofrekvenční mód atmosférické proměnlivosti jižní polokoule), který v létě pozdějších desetiletí 20. století vykazoval zesílení větrů v okolí Antarktidy spojené s nižšími teplotami nad kontinentem. Tento trend byl v rozsahu, který neměl za posledních 600 let obdoby; nejdominantnějším faktorem tohoto módu proměnlivosti je pravděpodobně úbytek ozonu nad kontinentem.
K rychlému zelenání Antarktidy ale nedochází.

## Flóra a fauna

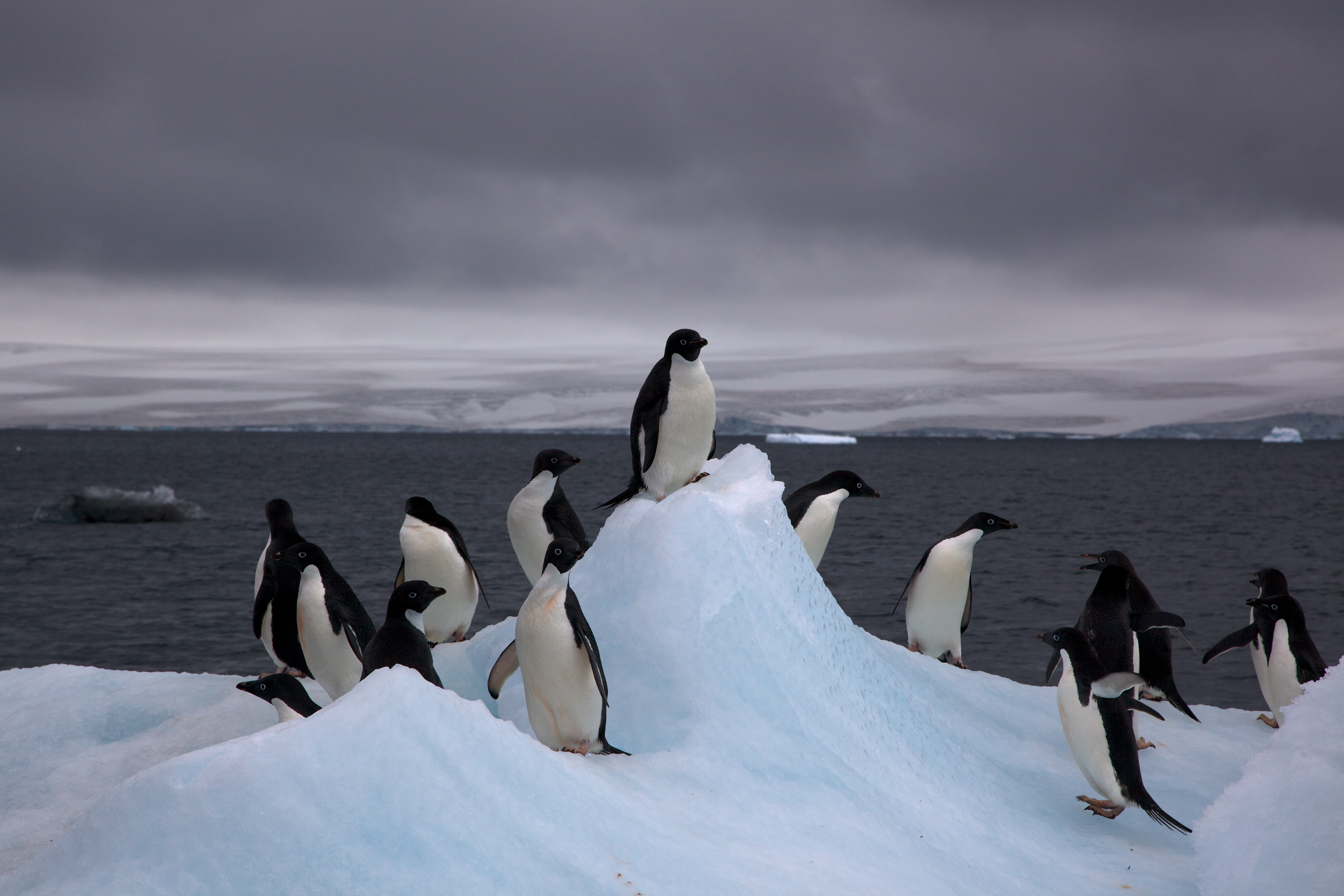
Tučňák kroužkový na Antarktidě

Na nejstudenějším kontinentu byly objeveny pouze dva druhy původních kvetoucích rostlin, jedna nepůvodní invazní kvetoucí bylina (Poa annua) a více než 50 druhů mechů a lišejníků (celkem asi 1100 druhů rostlin). Zaznamenány byly také řasy, houby a bakterie. Roku 1994 podali vědci zprávu o nárůstu počtu pobřežních rostlin.[zdroj?] Vlivem lidské přítomnosti ale klesá nedotčenost kontinentu a tak i biodiverzita.
V okolních mořích žije spousta drobných korýšů, živočichů s tvrdou ulitou zvaných krill, mnoho obratlovců (kytovci, rypouši, některé ryby a další) i bezobratlých živočichů (plankton, hlavonožci, ostnokožci a další). Hojní jsou tu mořští ptáci, jako jsou chaluhy (např. chaluha velká), albatrosi a asi pět druhů buřňáků. Faunu také zastupuje až osm druhů tučňáků, z nichž pouze dva hnízdí různě na celém kontinentě (tučňák císařský a tučňák kroužkový), zbytek výhradně na antarktickém poloostrově nebo se zde vyskytují přechodně.
Vzhledem k drsným klimatickým a přírodním podmínkám je Antarktida obývána pouze vědeckými pracovníky výzkumných polárních stanic mnoha států. V letní sezóně jich je přes 4000, v zimní kolem 1000. Jezdí sem ale i turisté.

## Hospodářství

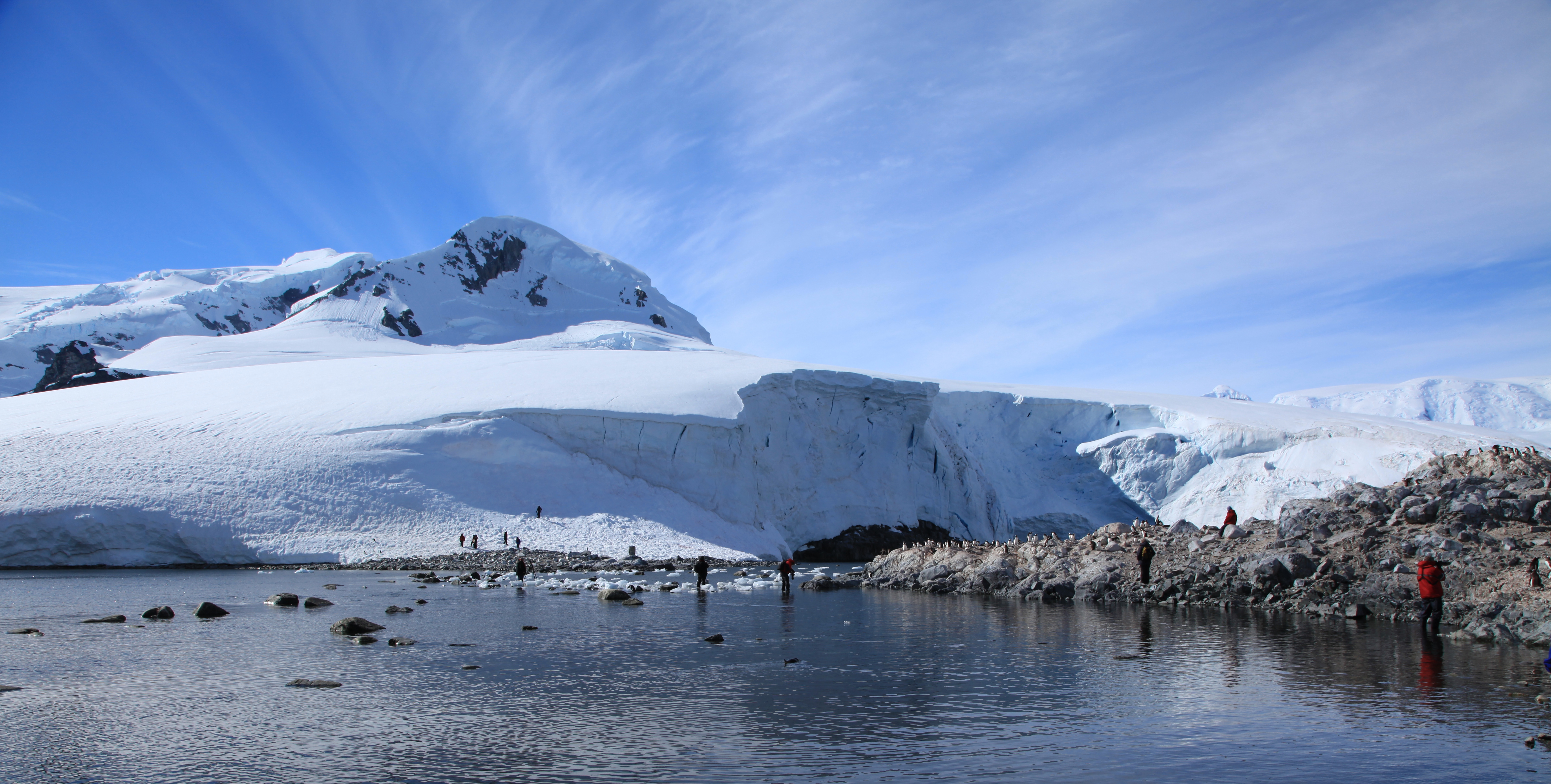
Turisté na Antarktickém poloostrově

Antarktida má značná ložiska nerostných surovin. Využití těchto ložisek nastálo zakazuje Protokol o ochraně životního prostředí Smlouvy o Antarktidě, tento zákaz může být přehodnocen v roce 2048. Případné využití také budou ztěžovat nepříznivé přírodní podmínky i odlehlost oblasti od vyspělých průmyslových center světa.
Nejvýznamnější jsou ložiska uhlí ve Transantarktickém pohoří a Viktoriině země, ropy a zemního plynu v oblasti Ross-Weddellovy deprese, železných rud v zemi Královny Maud, cínu, mědi, uranu, zlata, diamantů, olova, manganu a dalších. Oceány obklopující Antarktidu jsou bohaté na tuleně a velryby i některé druhy ryb. Díky svému mohutnému ledovcovému příkrovu je kontinent největším rezervoárem sladké vody na světě.
Na samotném kontinentě není provozována téměř žádná hospodářská aktivita. V okolních mořích je provozován rybolov (128 081 tun v roce 2006) a turistika (36 460 návštěvníků na lodích v roce 2007). Některé letecké společnosti také provozují nad Antarktidou vyhlídkové lety.

## Doprava

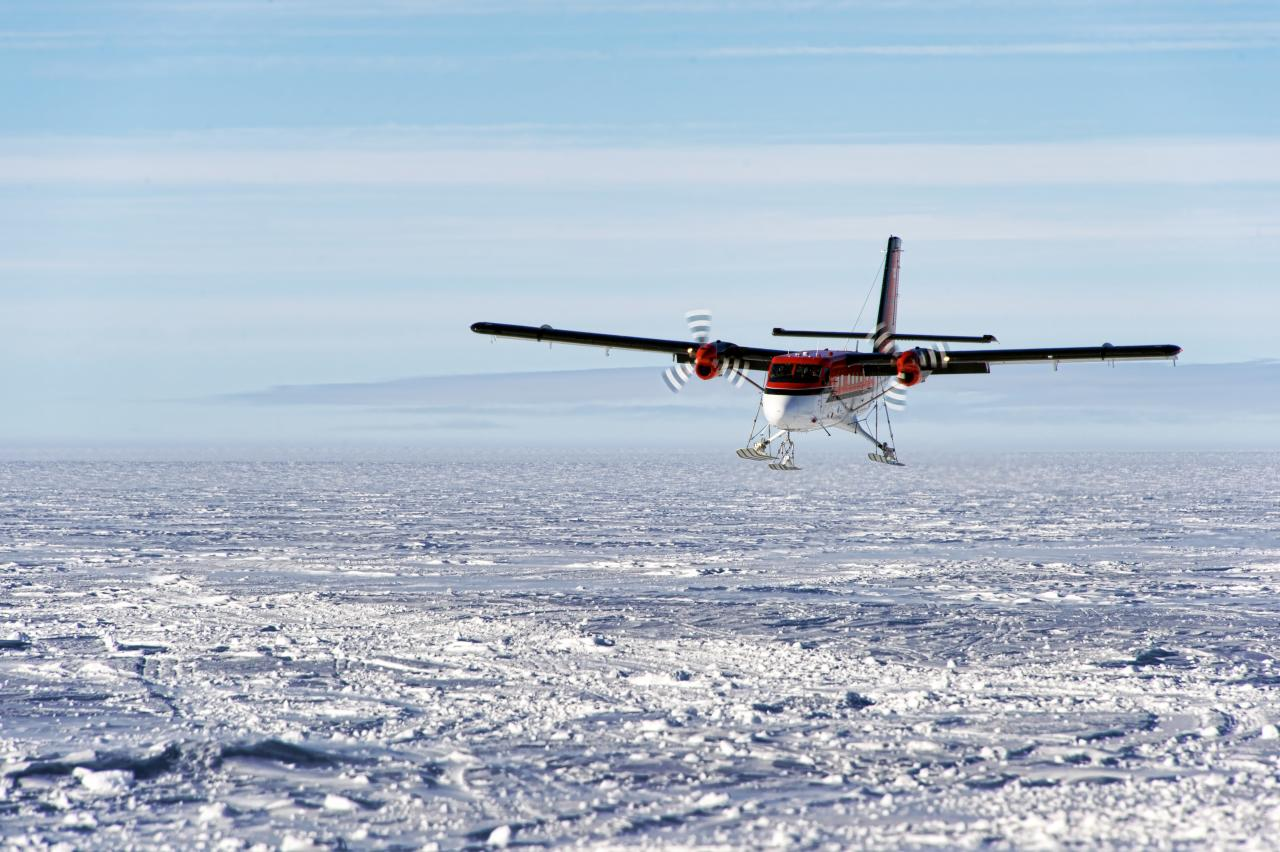
Letecká doprava nad Ellsworthovou zemí

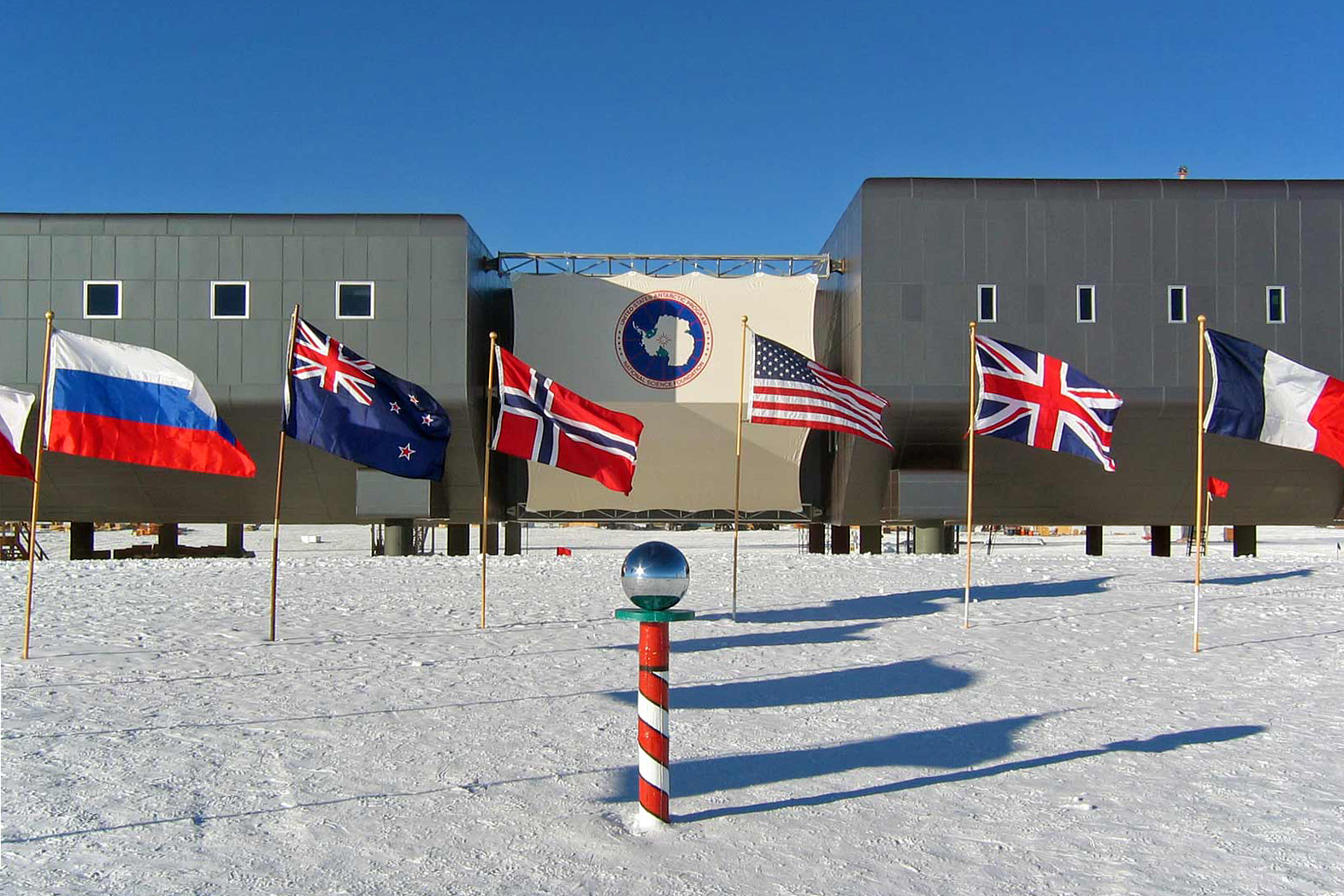
Polární stanice Amundsen–Scott je spojena s pobřežím ledovou „dálnicí“

Doprava v Antarktidě je vzhledem k extrémním podmínkám velmi náročná. První průzkumníci byli odkázáni především na lidskou, případně zvířecí sílu. V současnosti se díky moderním technologiím uplatňuje i mechanizovaná přeprava osob a nákladů.
Dopravní prostředky musí odolávat silným mrazům a větru i všudypřítomnému ledu. Navíc je nutné dbát také na minimalizaci ekologických dopadů v relativně nenarušeném antarktickém ekosystému. Ukládání odpadů, včetně starých vozidel, je zakázáno od platnosti Protokolu o ochraně životního prostředí v roce 1998.
V pozemní dopravě se kromě lidských nohou uplatňují lyže a sněžnice, ale také různá speciálně upravená vozidla (často pásová). V minulosti se hojně využívalo saní tažených psím spřežením. Polární stanici Amundsen–Scott na Jižním pólu a pobřežní Polární stanici McMurdo spojuje 1 500 km dlouhá „dálnice“ McMurdo–South Pole, sjízdná pásovými vozidly.
Jediný námořní přístav na Antarktidě je u stanice McMurdo. V jiných místech musí lodě zakotvit dál od pobřeží a zásoby nebo cestující se do cíle přepravují malými čluny nebo vrtulníkem. Během letních měsíců (leden–březen) navštěvuje antarktické pobřeží (zejména Antarktický poloostrov) kromě vědeckých expedicí také množství soukromých jachet a turistických lodí. Většinou je jejich výchozím přístavem Ushuaia v Argentině.
K letecké dopravě se používají letouny nebo vrtulníky. Na Antarktidě se nachází 25 letištních ploch a 53 heliportů.
Historicky první pravidelnou leteckou linku na Antarktidu začala provozovat americká společnost. Byla určena jen pro vědce a výzkumníky. Přistávací plocha byla pojmenována podle australského dobrodruha a letce sira Huberta Wilkinse, který podnikl let na tento kontinent jako první, a to v roce 1928.

## Paleontologie
V Antarktidě (zejména na ostrově Vega a Ostrově Jamese Rosse) již byly objeveny zkameněliny mnoha druhohorních živočichů, plesiosaurů, mosasaurů a také populárních dinosaurů. Těch už známe z Antarktidy několik druhů, první byl přitom objeven již v roce 1986 (v sedimentech geologického souvrství Snow Hill Island).

## Právní režim
Antarktida je mezinárodním prostorem (podobně jako třeba volné moře či nebeská tělesa), což znamená:
1. Žádný stát zde nevykonává výlučnou suverenitu.
2. Žádný stát si Antarktidu nemůže přivlastnit.
3. Antarktida může být využívána všemi státy.

Antarktida je upravena antarktickým smluvním systémem a ačkoli zde byly územní nároky, tak po dobu platnosti Smlouvy o Antarktidě jsou zmraženy. Využití Antarktidy může být čistě vědecké a není zde povolena žádná těžba.
Uplatňuje se zde princip přísné demilitarizace, který je kontrolován pravidelnými inspekcemi. Není možné zde umístit žádné zbraně, provádět manévry a ani zkoušky zbraní hromadného ničení.

## Antarktida ve filmu
Italský dokumentární film Antarktida (Mondo misterioso: Antarctic), dlouhý zhruba půl hodiny byl natočen v roce 2007.